# Asteroid Maria
Un asteroid Maria sau familia Maria este un grup de asteroizi din centura principală, pe orbită în jurul Soarelui la o distanță cuprinsă între 2,5 și 2,706 de u.a. Membrii acestei familii au o înclinație cuprinsă tipic între 12 și 17 grade. Familia a primit numele asteroidului 170 Maria.

## Membrii familiei
| Nume           | a     | e     | i      |
| -------------- | ----- | ----- | ------ |
| 170 Maria      | 2.553 | 0.065 | 14.40° |
| 292 Ludovica   | 2.529 | 0.034 | 14.92° |
| 652 Jubilatrix | 2.554 | 0.127 | 15.77° |
| 714 Ulula      | 2.535 | 0.058 | 14.27° |
| 787 Moskva     | 2.539 | 0.129 | 14.84° |
| 875 Nymphe     | 2.552 | 0.151 | 14.59° |
| 879 Ricarda    | 2.531 | 0.155 | 13.68° |
| 897 Lysistrata | 2.541 | 0.094 | 14.32° |
| 1158 Luda      | 2.564 | 0.112 | 14.85° |
| 1215 Boyer     | 2.578 | 0.133 | 15.91° |
| 2089 Cetacea   | 2.533 | 0.156 | 15.39° |
| 3066 McFadden  | 2.527 | 0.133 | 15.57° |